# Азія (співачка)
Тюлай Кечіалан (нар. 24 лютого 1965), більш відома як Азія — турецька поп-співачка, авторка пісень.

## Біографія
Народилась Тюлай Кечіалан 24 лютого 1965 року. В старшій школі в Ескішехірі почала співати в музичному гурті. Азія не думала продовжувати кар'єру співачки. Але музика в житті Азії займає занадто багато часу, і батьки забороняють їй займатися цією справою. Тюлай Кечіалан йде проти волі батьків і починає працювати в Бордумі з 17-ти літнім парубком, який захоплюється її талантом. Ільман Фейман пропонує Азії працювати в його клубі в Анкарі. Вона приймає рішення переїхати до Анкари і виступати самостійно. Вийти на професійну сцену в 1990 році Азії допомогла Нілуфер Юмлу. Перший альбом Азії був виданий у 1994 році. Вона працювала з Onno Tunç, Garo Mafyan, Mustafa Sandal , Gökhan Kırdar, Deneb Pinjo, İskender Paydaş та Özgür Buldum.
Азія вийшла заміж за текстильного бізнесмена Шевкете Кайгусузе, в яких народилася дочка Аслі. Перші п'ять років співачка сама фінансувала свій альбом «What Makes Me Love is Beautiful», оскільки продюсери не надавали достатню кількість коштів. Вона жила мрією — повернення до музики. Азія занадто мало часу приділяла сім'ї. Музична студія була поблизу і цілими днями аж до півночі співачка усю себе віддавала музиці. Коли Аслі виповнилося 5 років, Азія стала мамою вдруге і зрозуміла, що її покликання — це сім'я. Сімейне життя співачка поставила на перше місце. Азія каже, що любить музику, але діти повністю полонили її серце, і для творчості залишається надто мало часу. Свою кар'єру співачка не полишає.
Водночас з вихованням дітей Азія займається творчістю. Енергійний та красивий дует вийшов із Муслім Гюрсу. Велику популярність здобула пісня «Olmadı Yar», іспанські гарячі ритми якої полонили фанатів співачки.
Сумною сторінкою життя Азії стала втрата матері. Співачка почала приймати антидеприсанти. Ця депресивна сторона заставила співачку втратити багато часу. Але публічність та комунікабельність допомогли їй вийти з депресії. Тепер вона займається малюванням та йогою. Азія малює фантастичні речі, хоче брати уроки танців, а також усно відображати турецькі ритми на турецькій мові.

## Дискографія
- Asya (1994)] , (Yaşar Plak / 1994)
- Asya (1996)] , (Yaşar Plak / 1996)
- Masum  (Невинний), (Yaşar Plak / 1999)
- Dönmem Yolumdan  (Я не відступаю від свого шляху), (Sony Müzik Türkiye / 2002)
- Aşktır Beni Güzel Yapan  (Це любов, яка робить мене прекрасною), (Seyhan Müzik / 2007)
- Aşk İz Bırakır , (2014)

## Відеокліпи
- Я закохався у тебе;
- Романтична любов;
- Я з тобою полетів;
- Тобі не вистачає;
- Ти зрадив мене;
- Невинний;
- Я шкодую;
- Не моє кохання;
- Ми тут;
- Відколи ти пішов;
- До побачення.